# 基因改造食品

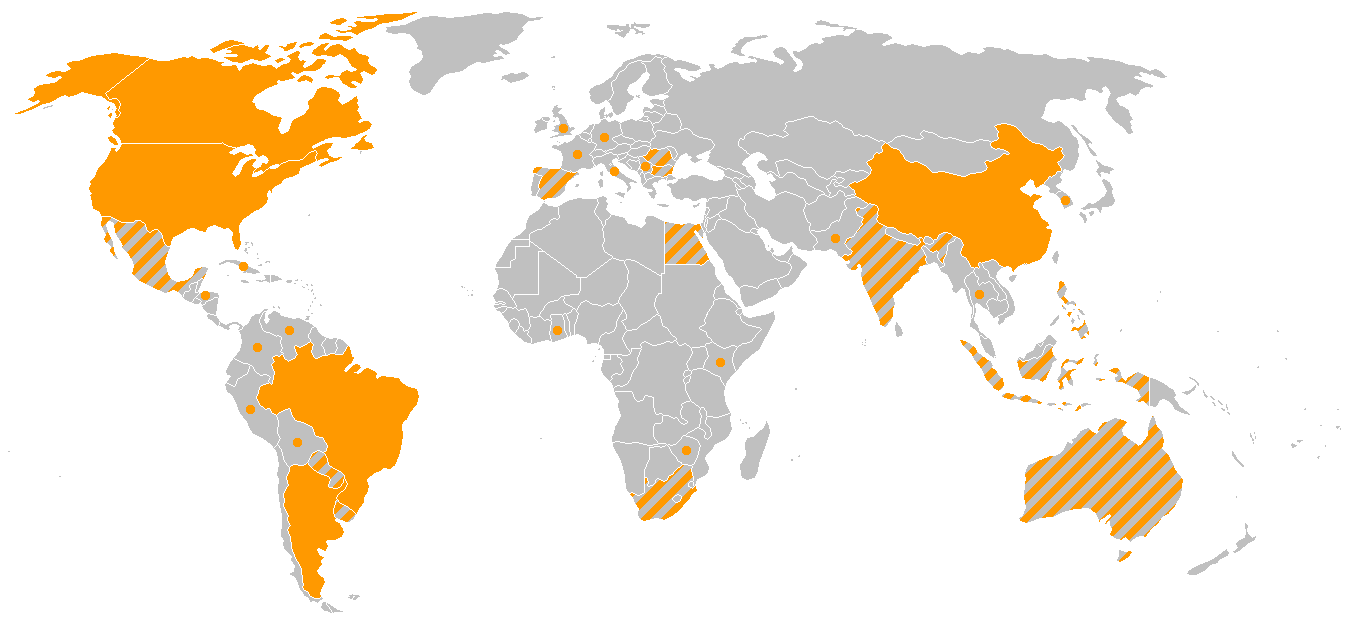
世界转基因食品生产国（2005年）。标橙色的5个国家所生产的转基因食品占全世界的95%，标橙色斜线的国家允许转基因食品在实验室外生产，标橙色点的国家只有实验作物。

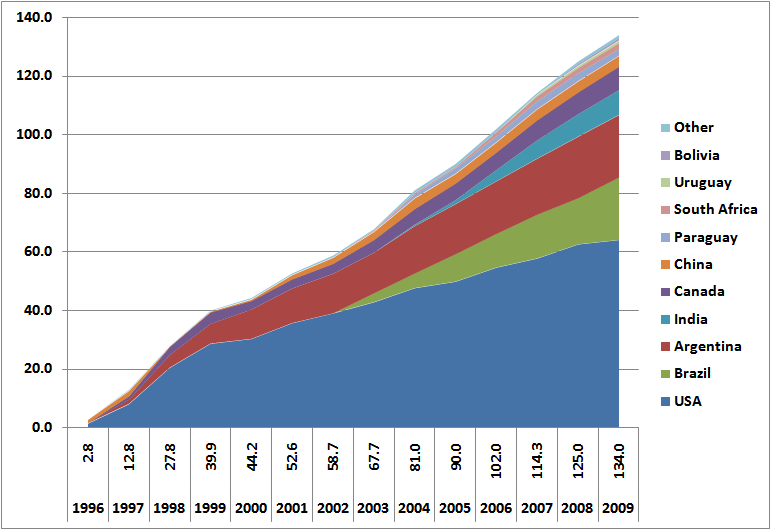
转基因农作物在世界各国种植面积（2009年）

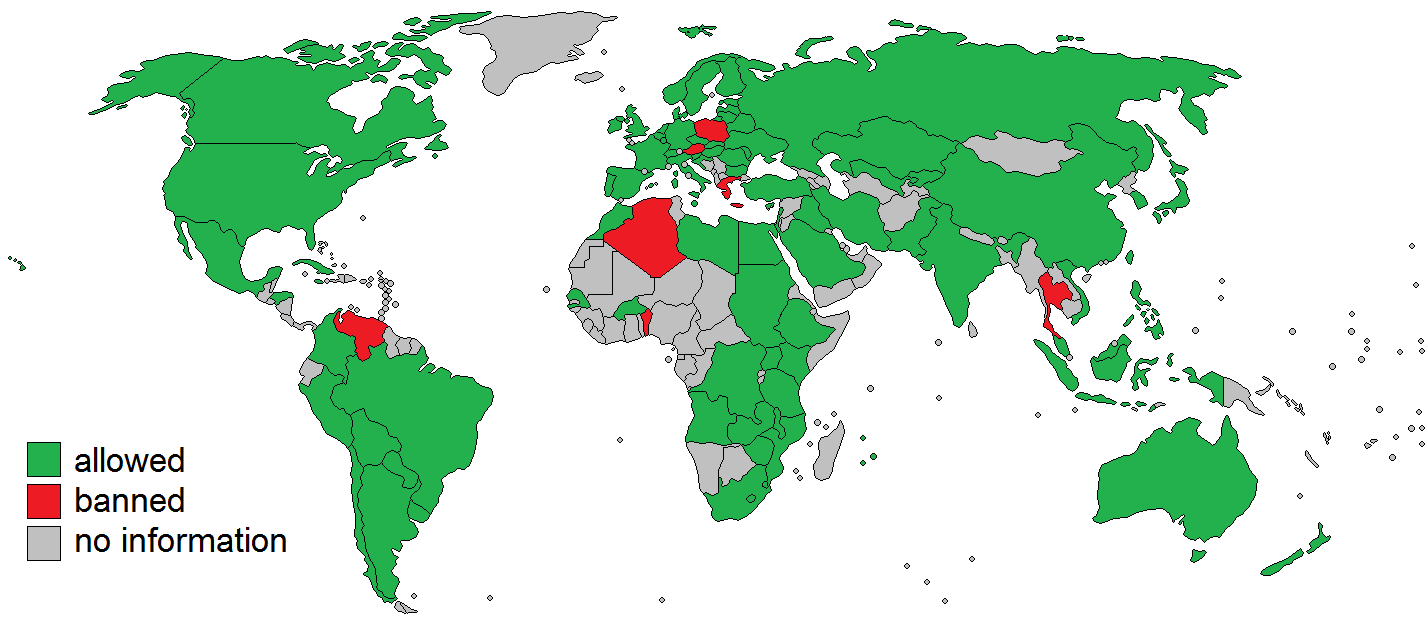
允许生产转基因食品的国家
不允许生产转基因食品的国家
尚未统计

基因改造食品（英語：Genetically modified food，GMF），又稱转基因食品、基改食品，就是利用现代分子生物技术，将某些生物的基因转移到其他物种中去，改造生物的遗传物质，产生遗传修饰生物体（genetically modified organism，GMO，又称基改生物），使其在形状、营养、品质、消费品质等方面向人们所需要的目标转变，从而形成的可以直接食用，或者作为加工原料生产的食品。

## 历史
1946年，科学家首次发现DNA可以在生物间转移。1983年，世界上第一例转基因植物——含有抗生素药类抗体的烟草在美国成功培植。
1992年，中国首先在大田生产上种植抗黄瓜花叶病毒转基因烟草，成为世界上第一个商品化种植转基因作物的国家。1994年，美国食品及药品管理局允许转基因番茄在市面销售。此后，抗虫棉花和玉米、抗除草剂大豆和油菜等10余种转基因植物获准商品化生产并上市销售。
2000年，由于黄金大米的诞生，科学家看到了转基因食品在营养学上的价值。到 2010 年，29 个国家已经种植了商业化的生物技术作物，另有 31 个国家已批准进口转基因作物。2012年，全球转基因作物种植面积达到约1.7亿公顷。按照种植面积统计，全球约81%的大豆、35%的玉米、30%的油菜和81%的棉花是转基因产品。
2015 年，转基因大西洋鲑鱼是第一种被批准用于食品的转基因动物。
2021 年，第一种使用 CRISPR/Cas9 基因编辑技术的食品在日本公开发售。这是一种高 GABA 含量的番茄。

## 现状

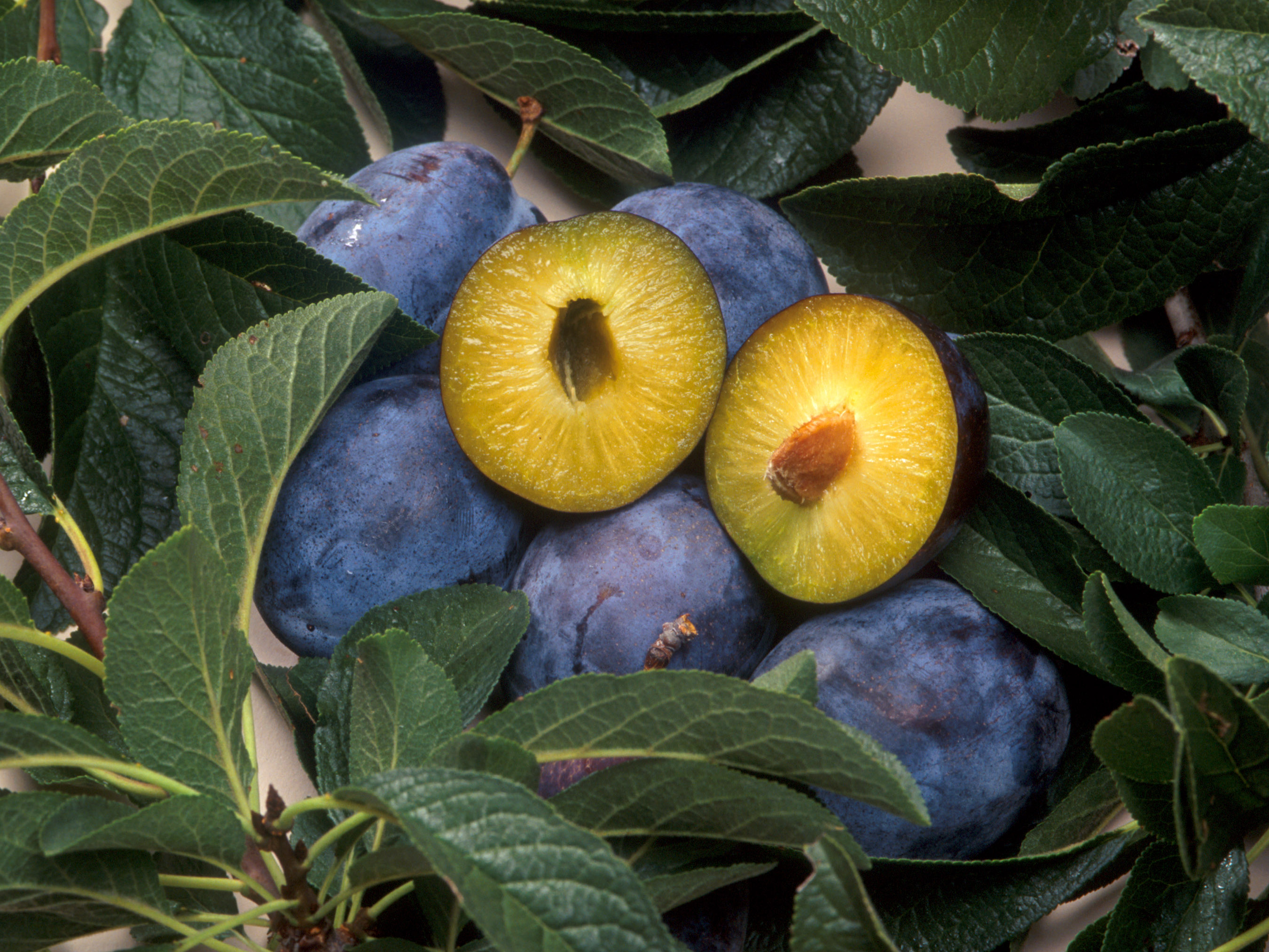
经过基因改造后的李子可以抵抗蚜虫病

2012年3月1日，國際農業生物技術應用服務組織（ISAAA）在北京发布年度报告称：2012年全球转基因作物种植面积达到约1.7亿公顷，按照种植面积统计，全球约81%的大豆、35%的玉米、30%的油菜和81%的棉花是转基因产品。报告显示，转基因作物种植面积排在前五位的国家是美国、巴西、阿根廷、加拿大和印度。中国种植面积约400万公顷，居世界第六位，其中绝大部分是转基因抗虫棉。
2012年，有八个发达国家和20个发展中国家种植转基因作物，比2011年减少一个。苏丹和古巴新加入种植转基因作物的国家行列，分别种植了转基因棉花和玉米。三个国家退出，其中德国和瑞典相关企业因为市场因素不再种植转基因马铃薯，波兰因为相关法律和监管不符合欧盟要求，停止种植转基因玉米。2014年5月5日，法国参议院上院通过法案，禁止在法国种植转基因玉米。
2022 年，全球有29个国家和地区批准种植转基因作物，71个国家和地区批准转基因产品商业化应用，具体统计数据如下。
| 排名 | 国家     | 种植面积（万公顷） |
| ---- | -------- | ------------------ |
| 1    | 美国     | 7470               |
| 2    | 巴西     | 6320               |
| 3    | 阿根廷   | 2350               |
| 4    | 印度     | 1240               |
| 5    | 加拿大   | 1130               |
| 6    | 巴拉圭   | 370                |
| 7    | 南非     | 320                |
| 8    | 中国     | 290                |
| 9    | 巴基斯坦 | 170                |
| 10   | 澳大利亚 | 150                |
| 11   | 其他     | 420                |
|      | 总计     | 20220              |

| 排名 | 物种 | 种植面积（万公顷） | 转基因品种的种植面积在该物种总种植面积中的占比（%） |
| ---- | ---- | ------------------ | --------------------------------------------------- |
| 1    | 大豆 | 9890               | 73.7                                                |
| 2    | 玉米 | 6620               | 32.9                                                |
| 3    | 棉花 | 2540               | 80.4                                                |
| 4    | 油菜 | 990                | 23.8                                                |
| 5    | 苜蓿 | 110                | 3.1                                                 |
| 6    | 甜菜 | 50                 | 11.4                                                |
| 7    | 甘蔗 | 10                 | 0.4                                                 |
| 8    | 小麦 | 10                 | 0.1                                                 |
| 9    | 茄子 | 3                  | 1.5                                                 |
| 10   | 水稻 | 2                  | 0.0                                                 |
|      | 总计 | 20220              |                                                     |

### 消費者信心
許多研究均指出基改在市場上得到的消費者信任遠低於傳統食品。舉例來說，2000年，一項在澳洲、巴西、加拿大、法國、德國、日本、英國和美國等八國所實施的大規模調查(超過5000名受訪者)中，68%的消費者指出他們將不願意購買已知內成分含有基改的食品。另一項在日本施測的問卷中，不願意購買基改食品的比例為64%。值得注意的是，一篇投稿於科學期刊的論文指出了一個有趣的現象：儘管大多數人對生物科技的信心普遍居高，對基因改造食品卻並非如此，且比例相差懸殊。且當科學家進行後續研究探討巨大差距的形成原因時，超乎他們意外的是對基改不信任的原因竟然顯示出明顯的區域特性：儘管在全球調查中反對基改者的比例大致相同，他們之所以反對的原因卻大相逕庭。在歐洲，消費者憂慮基改食品的潛在風險和不實的廣告訊息；在美國，消費者的主要考量是宗教原因。在東亞，主要的疑慮是健康和環境因素。在台灣，當在基改與「較健康」食品間做選擇時，消費者寧願多花17-21%的錢來購買非基改食品。

## 分类

### 植物性

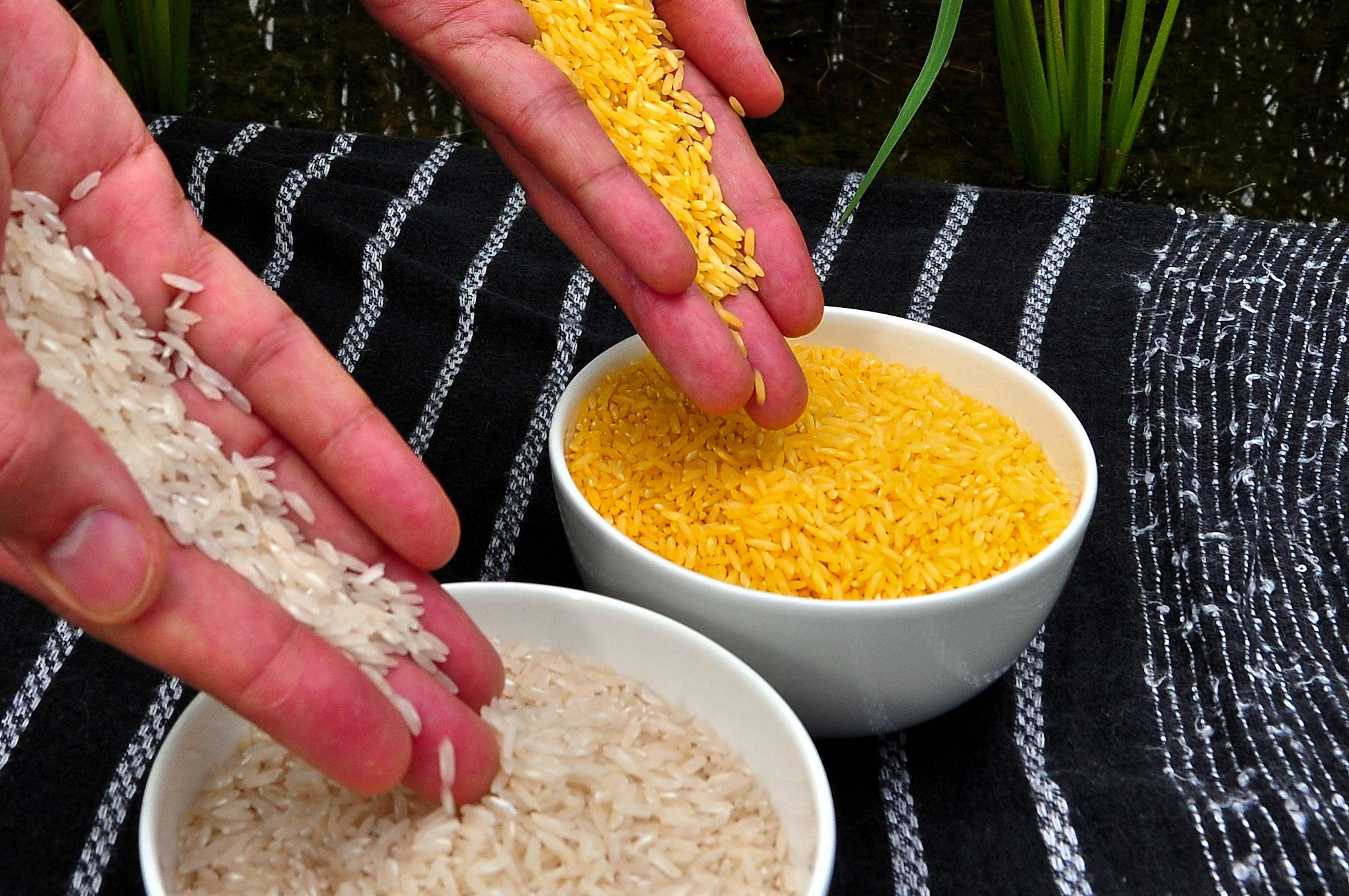
基因改造出來的黃金米

转基因食品生活中常见的有原料是使用來自進口的黃豆、玉米、油菜等的相關產品，多數都是經過高度加工的產物，而非直接以原植株狀態供食用。
- 抗蟲：生长容易受鳞翅目昆虫威胁，为了抵御病虫害，科学家转入一种来自于苏云金杆菌的基因，它仅能导致鳞翅目昆虫死亡，因为只有鳞翅目昆虫有这种基因编码的蛋白质的特异受体，而人类及其他的动物、昆虫均没有这样的受体，所以以此方式培育出的抗虫作物对人无毒害作用，但仅能抗鳞翅目昆虫。
- 抗除草劑

### 动物性
美國食品及藥物管理局2015年11月批准美國水產生技公司培育的基因改造鮭魚/三文魚产且上市，是第一個動物基改食品的案例。其他未通過的案例，如在牛体内转入某些具有特定功能的人的基因，就可以利用牛乳生产基因工程药物，用于人类疾病的治療。

### 微生物
微生物是转基因最常用的转化材料，故转基因微生物比较容易培育，应用也最广泛。例如，生产奶酪的凝乳酶，以往只能从杀死的小牛的胃中才能取出，现在利用转基因微生物已能够使凝乳酶在体外大量产生，避免了小牛的无辜死亡，也降低了生产成本。

### 特殊用途
转基因食品能否提供人类特殊的营养或辅助治疗人类的疾病是科学界关注的一个重要领域，许多科学家在开展这方面的研究。如科学家利用生物遗传工程，将普通的蔬菜、水果、粮食等农作物，变成能预防疾病的神奇的“疫苗食品”，使人们在品尝鲜果美味的同时，达到防病的目的。科学家培育出了一种能预防霍乱的苜蓿植物。用这种苜蓿来喂小白鼠，能使小白鼠的抗病能力大大增强。而且这种霍乱抗原，能经受胃酸的腐蚀而不被破坏，并能激发人体对霍乱的免疫能力。这种食品还处于试验阶段。

## 各国措施
虽然没有直接证据能证明转基因食品对人类或其他生物有害，但一些民众相信转基因食品具有潜在的风险，不同国家亦采取不同政策。

### 美国
美国的转基因食品主要由美国食品与药物管理局(FDA)，美国农业部(USDA)和美国环保局(EPA)负责检测、评价和监督。
| 监管部门         | 管理范围                                     | 法规、指南 | 对转基因食品监管范围 |
| ---------------- | -------------------------------------------- | --- | --- |
| 农业部           | 植物有害生物、植物牲畜                       | 联邦植物有害生物法7 CFR 340；GMO及其产品的申请内容与过程的简化；GMO及其产品:受控生物体的报告程序及解除控制的申请                                      | 农业部主要由其下属的动植物卫生检验检疫局和食品安全检查局对转基因产品进行管理，分别负责田间释放和商业化释放许可证的发布与保证转基因肉类、家禽和蛋类作为食品的安全卫生、有益健康及准确标识等消费安全。 |
| 环保局           | 微生物、植物农药，农药的新用途，新微生物     | 联邦食品、药品与化妆品法；联邦杀虫剂、杀真菌剂、杀啮齿动物药物法；毒物控制法；微生物杀虫剂：试验许可与报告；生物技术微生物产品:毒品控制法下的最后法规 | 通过建立杀虫剂容许量标准来管理转基因食品作物杀虫剂的使用和安全，任何含有杀虫剂的转基因食品农作物都必须经过环保局的审批。 |
| 食品和药品管理局 | 食品、饲料、食品添加剂、兽药、医药及医疗设备 | 联邦食品、药品与化妆品法；政策声明:从新植物品种而来的食品                                                                                             | 负责植物新品种的加工食品和饲料的安全性，进行转基因食品和食品添加剂以及转基因动物、饲料、兽药的安全性管理，确保转基因食品对人类健康的安全。除此之外，食品药品管理局还需要对植物新品种(包括转基因作物)生产的食品(包括动物饲料)的安全性以及营养价值进行咨询与评价，负责转基因生物和含有转基因成分的食品上市前审批管理，也对转基因食品标识提供指导。 |

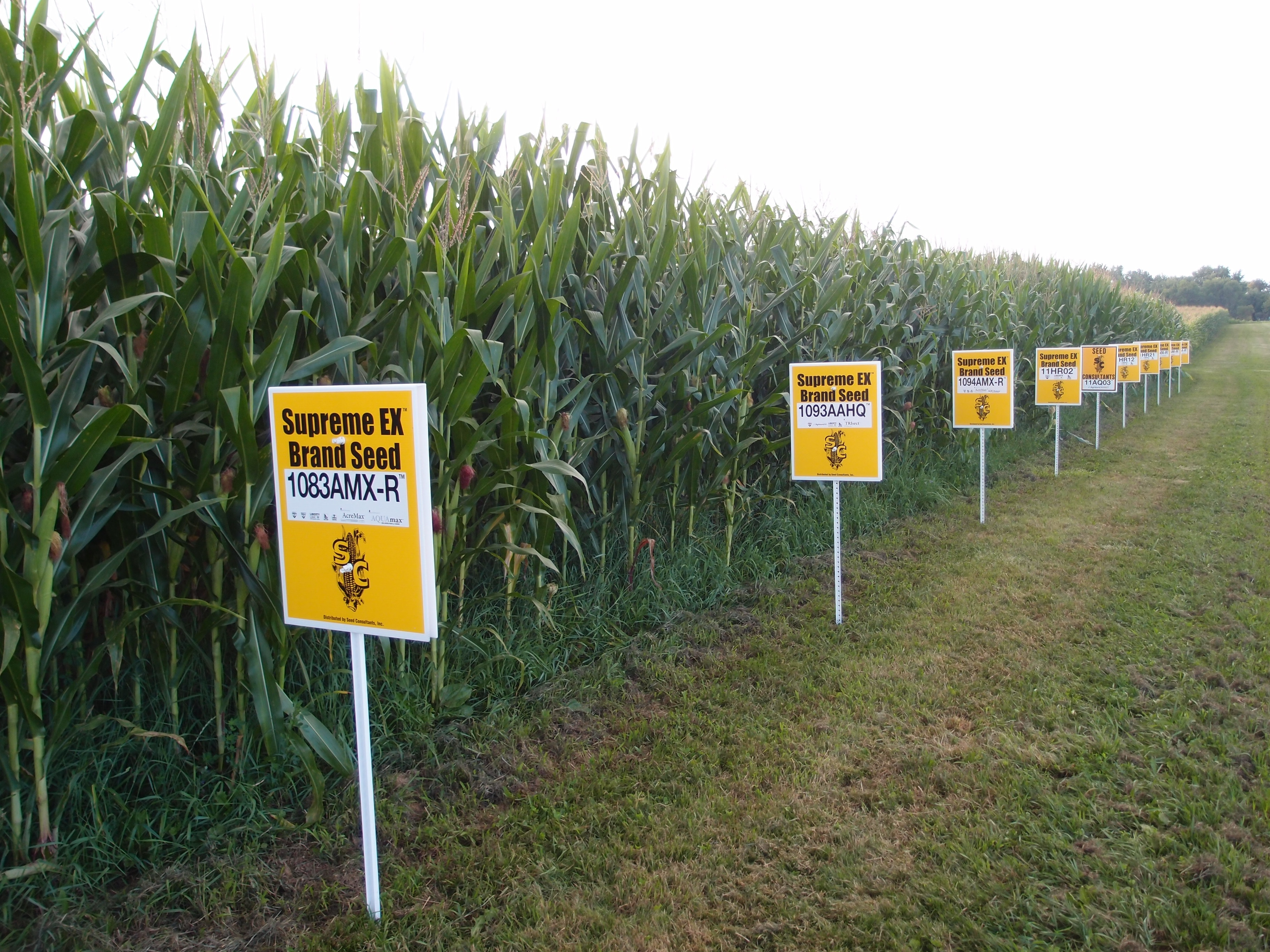
美国俄亥俄州转基因玉米

在美国，任何一种转基因食品的生产都必须根据具体情况，经过上述三个机构中一个或多个审查，只是三个部门的侧重点不同。
- 美国认为转基因食品不可能比传统食品不安全，采用的是“无罪推定”的策略。即如果我们不能提出充分的科学证据证明转基因食品是不安全的，就假设转基因食品是安全的，没有必要对转基因食品的研究与商业化采取过多的限制。[18]
- 美国都对转基因食品实行自愿标识制度。自愿标识是指法律并未规定必须对转基因食品进行标识，对于实质等同于同类传统食品的转基因食品，美国食品药品管理局坚持实行自愿标识制度。[19]

### 欧盟

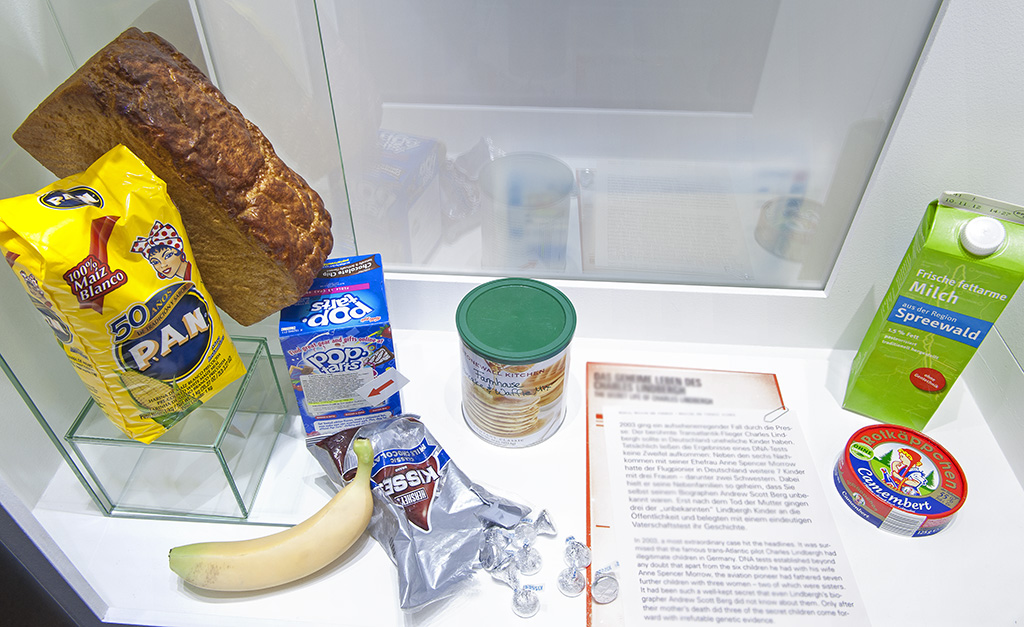
柏林自然历史博物馆展示的转基因食品

欧盟国家对转基因食品的管理比较严格，对安全问题非常重视。但欧盟过于严格的管理也可說影响了转基因食品的发展，而且，欧盟各个国家在管理、法律方面存在分歧，许多国家没有按欧盟有关转基因食品管理体系来运行。
- 转基因食品如果想在欧盟上市销售，需要经过成员国和欧盟两个层次的批准。生产者或进口商如果有意将含有转基因成分的食品投放市场，那么就应该向拟首次将食品投放市场的那个欧盟成员国的主管机构提出申请，由接受申请的该国主管机构对其进行初步的风险评估。这种转基因食品达到了该成员国所规定的要求，该成员国就可以通过欧盟委员会告知其他的成员国，当其他成员国没有异议之后，该种转基因食品就可以在欧盟境内上市销售。如果其他成员国提出反对该种转基因食品上市销售的意见，欧盟“食品科学委员会”会应欧盟委员会的要求对转基因食品进行审查。
- 为了确保消费者的知情权和选择权，便于投放市场的转基因食品在各个阶段均能被追溯，欧盟对转基因食品实行强制标签制度。
- 为了能够在确定转基因食品对人类健康或自然环境存在无法预测的危险时，有能力撤回已经上市的转基因食品，欧盟创设了转基因食品追踪制度。简单来说就是从生产到流通全过程追踪食品的能力。[17]
- 基因改造食品在歐盟被禁止冠上「有機」（organic）名稱。

### 日本
日本对于转基因食品的监管倾向于基于生产过程的管理。与美国和欧盟的鲜明态度相比，日本则采取了一种较为折衷的态度。
| 监管部门   | 对转基因食品监管范围                                                                                                |
| ---------- | --- |
| 文部科学省 | 负责审批实验室生物技术研究与开发阶段的工作，该省于 1987年颁布了《重组DNA实验准则》，负责审批试验阶段的重组DNA研究。 |
| 經濟產業省 | 负责推动生物技术在化学药品、 化学产品和化肥生产方面的应用。                                                         |
| 农林水产省 | 负责审批重组生物向环境中的释放。                                                                                    |
| 厚生劳动省 | 负责药品、食品和食品添加剂的审批，同时也负责转基因食品安全问题。                                                    |

- 安全性审查制度：通过制定法律、法规和发布相关公告、准则，日本形成了转基因食品安全性审查制度。在日本，申请者向食品保健部监视安全科提出申请，再由药事、食品卫生审议会根据安全性审查准则及最新科学知识进行审议，审议结果由官方报纸公布于众。
- 区别性生产流通管理制度：是一种农产品或原材料管理体系，该体系允许分批处理农产品或将一种农产品与其它农产品进行分离。日本明确规定必须对非转基因原料的生产及流通进行分离管理。
- 上市审批制度：日本政府规定，转基因农作物的开发首先要在封闭环境中展开，其次，实验室开发出来的转基因作物必须在田间种植和上市流通之前，对其环境安全性、食品安全性和饲料安全性进行认证，方可进行田间种植和制成食品。
- 产品标识制度：日本《转基因食品标识法》对已经通过日本转基因安全性认证的大豆、玉米、马铃薯、油菜籽、棉籽5种农产品及以这些指定农产品为主要原料，加工后仍然残留重组DNA或由其编码的蛋白质食品，制定了具体标识方法，并对无需标识的加工食品以及不得出现在食品标签上的用语进行了规定。[21]

### 中国
中国对转基因食品安全问题没有专门的立法，而多是以部门规章和行政法规的形式进行规定，这些法规、规章往往具有临时性和应急性，难以对转基因食品安全问题进行全面系统的规定。中国转基因食品安全管理主要由农业部负责，农业部颁布条例、办法等对转基因食品安全进行规定，并对新的转基因食品进行审批，但是卫生部、科技部以及国家环保局都介入了转基因食品安全管理，出现了多头管理的问题，且各个部门的协调性不高，使转基因食品安全管理没有形成一个统一协调、全面有效的管理机制。
2014年7月下旬，中华人民共和国农业部农业转基因生物安全管理办公室有关负责人表示：“迄今为止，中国批准商业化种植的转基因作物仅有棉花和番木瓜，批准进口用作加工原料的有大豆、玉米、棉花、油菜和甜菜5种作物。”这位负责人说，除批准了转基因棉花的种植外，进口的转基因大豆、转基因玉米、转基因油菜等仅限用于加工原料。中国法律规定，进口用做加工原料的农业转基因生物，不得改变用途，即不得在国内种植。中国至今没有批准任何一种转基因粮食作物种子进口到中国境内种植。
| 法律法规                                                                                               | 颁布时间 | 颁布部门   | 内容 |
| --- | -------- | ---------- | --- |
| 《新资源食品卫生管理办法》（已废止）                                                                   | 1992年   | 原卫生部   | 规定了转基因食品生产审批和标识方法。 |
| 《基因工程安全管理办法》（已废止）                                                                     | 1993年   | 原国家科委 | 要求进行安全性评价， 制定安全控制方法和措施。 |
| 《农业生物基因工程安全管理实施办法》 （已废止）                                                        | 1996年   | 原农业部   | 对不同的遗传工程及其产品的安全性评价都作了明确的说明；对国外研制的农业生物遗传工程及其产品在中国境内进行中间试验、环境释放或商品化生产作出了具体规定。 |
| 《农业转基因生物安全管理条例》                                                                         | 2001年   | 国务院     | 对转基因食品的科学试验、生产经营、进出口贸易作出了规定。                                                                                               |
| 《农业转基因生物安全评价管理办法》、《农业转基因生物进口安全管理办法》、《农业转基因生物标识管理办法》 | 2002年   | 原农业部   | 规定了对转基因作物实行安全评价审批和标识申报制度。 |
| 《转基因食品卫生管理条例》                                                                             | 2002年   | 原卫生部   | 对转基因食品和以转基因产物为原料的食品的标识问题进行了规定。                                                                                           |
| 《中华人民共和国食品安全法》                                                                           | 2009年   | 人大常委会 | 对食品安全的风险检测与评估、许可、记录、标签以及跟踪、召回制度和法律责任等都进行了规定。                                                               |

2019 年，中国大陆批准了自主研发的抗虫棉、抗病毒番木瓜、抗虫水稻、高植酸酶玉米、改变花色矮牵牛、抗病甜椒、延熟抗病番茄等7种生产应用安全证书。目前商业化种植的只有转基因棉花和番木瓜；转基因水稻、玉米尚未通过品种审定，没有批准种植；转基因番茄、甜椒和矮牵牛安全证书已过有效期，实际也没有种植。
2021 年 中国大陆启动转基因玉米大豆产业化试点工作，在科研试验田开展种植，2022年扩展到内蒙古、云南的农户大田。2023年试点范围已扩展到河北、内蒙古、吉林、四川、云南5个省区20个县并在甘肃安排制种。中华人民共和国农业农村部发言人潘文博表示：“近期，我部根据国家生物育种产业化工作部署及有关法规标准规定，审定通过了部分转基因玉米大豆品种，并向26家企业发放了转基因玉米大豆种子生产经营许可证。”

## 影响

### 正面效应
- 促进粮食、饲料、纤维安全及产量，提高生产力和经济利益，提供更多实惠粮食：转基因作物在(1996年至2010年)15年期间在全球产生了大约780亿美元的农业经济收益，其中40%是由于减少生产成本(耕犁更少、杀虫剂喷洒更少以及劳动力更少)所得的收益，60%来自2.76亿吨可观的产量收益。其中2010年的总收益的76%是由于增加产量(4410万吨)，而24%是由于减少生产成本。
- 保护生物多样性，节约耕地：转基因作物是一种节约耕地的技术，可在目前15亿公顷耕地上获得更高的生产率，并因此有助于防止砍伐森林和保护生物多样性。发展中国家每年流失大约1300万公顷富有生物多样性的热带雨林。如果在1996年至2010年间转基因作物没有产出2.76亿吨额外的粮食、饲料和纤维，那么需要增加9100万公顷土地种植传统作物以获得相同产量，这额外的9100万公顷中的一部分将极有可能需要耕作生态脆弱的贫瘠土地和砍伐富有生物多样性的热带雨林。
- 减少贫穷和饥饿：到目前为止，转基因棉花已经在中国、印度、巴基斯坦、布基纳法索及南非等发展中国家为1500万资源贫乏的小农户的收入做出了重要贡献，并且这一贡献在今后还将继续增强。
- 减少农业的环境影响：传统农业对环境有严重影响，使用生物技术能够减少这种影响。迄今为止的进展包括: 显著减少杀虫剂喷洒，节约矿物燃料，通过不耕或少耕地减少二氧化碳排放，通过使用耐除草剂转基因作物实现免耕、保持水土。
- 有助于减少温室气体的排放：首先，通过减少使用矿物燃料、杀虫剂和除草剂，永久性地减少二氧化碳的排放，2010年预计减少了17亿公斤二氧化碳排放(相当于路上行驶汽车的数量减少了80万辆)；其次，由于转基因粮食、饲料以及纤维作物保护性耕作(由耐除草剂转基因作物带来的少耕或免耕)，使得2010年额外的土壤碳吸收了相当于176亿公斤的二氧化碳或相当于减少790万辆路上行驶的汽车。因此在 2010年，通过吸收方式，永久性和额外地减少了共计190亿公斤的二氧化碳，或减少了900万辆路上行驶的汽车。[25]

### 负面效应

#### 超级杂草
由于基因流，在加拿大的油菜地里发现了个别油菜植株可以抗1-3种除草剂，因而有人称此为“超级杂草”。这种油菜在喷施另一种除草剂2,4-D即被杀死。油菜是异花授粉作物，为虫媒传粉，花粉传播距离比较远，且在自然界中存在相关的物种和杂草，可以与它杂交，因此对其基因流的后果需要加强跟踪研究。

#### 斑蝶
1999年5月，康奈尔大学的一个研究组在《自然》杂志上发表文章，声称用带有转基因抗虫玉米花粉的杂草叶片饲喂美国大斑蝶，导致44％的幼虫死亡，由此引发转基因技术环境安全性的争论。这一实验是在实验室完成的，并不能完全地反映田间情况，因而缺乏说服力，且没有提供花粉量的数据：
1. 玉米的花粉大而重，扩散不远，在玉米地以外5米，每平方厘米马利筋叶片上只找到一粒玉米花粉；
2. 2000年开始在美国3个州和加拿大进行的田间试验证明，抗虫玉米花粉对斑蝶并不构成威胁，实验室实验中用十倍于田间的花粉量来喂大斑蝶的幼虫，也没有发现对其生长发育有影响。

斑蝶减少的原因为，一是农药的过度使用，二是作为大斑蝶越冬地的墨西哥生态环境遭到破坏。

## 争议
基因改造食物的支持者宣稱基因改造食物是安全的，没有任何报导证实转基因食品对人类有不良影响。广泛的科学共识是：对于食用者，市场上转基因作物的食品没有比常规食品会造成更大风险，並且具有傳統食物所不具備的特性，可以解決包括全球飢荒在內的多個問題。例如通過轉入抗蟲害基因，可以減少農藥的使用。通過轉入抗旱基因的玉米可以減少灌溉用水。而水稻基因改造可以增加水稻中缺乏的維他命A和元素鐵，從而提高其營養，這對以水稻為主食的人是很有好處的。
但也有反对者称目前对转基因食物进行的安全性研究都是短期的，无法有效评估人类几十年进食转基因食物的风险。另外的反对者则担心转基因生物不是自然界原有的品种，对于地球生态系统来说是外来生物。转基因生物的种植会导致这种外来品种的基因传播到传统生物中，并导致传统生物的基因污染。许多环境保护组织，包括绿色和平、世界自然基金会和地球之友等国际机构都持有该种观点。
在台灣，則有主婦聯盟環境保護基金會、主婦聯盟生活消費合作社、台大種子研究室及綠色陣線協會等組成之「台灣無基改推動聯盟」，監督政府制定政策及進行消費者教育等工作。

### MON863事件
2005年5月22日，英国《独立报》披露了转基因研发巨头孟山都公司的一份秘密报告。据报告显示，吃了转基因玉米的老鼠，血液和肾脏中会出现异常。完整的1139页的试验报告公佈後，欧盟对安全评价的材料及补充试验报告进行分析，认为将“Mon863”投放市场不会对人和动物健康造成负面影响，于2005年8月8日决定授权进口该玉米用于动物饲料，但不允许用于人类食用和田间种植。2009年10月欧洲食品安全局在总结报告中说，目前有关MON89034 x NK603玉米的信息代表了各成员国对该品种玉米的科学观点，在对人类和动物健康及环境的影响方面，这种玉米与其非转基因亲本一样安全。因此，EFSA转基因小组认为这种玉米品种不大可能在应用中对人类和动物健康或环境造成任何不良影响。

### BT63基因改造水稻
BT63基因改造水稻事件是一起中華人民共和國基因改造事件，事件跨度多年，影響範圍逐漸遍及全球。目前該事件究竟有利還是有害，學術界各有爭論，尚未定性。中華人民共和國農業部表明，BT63改造水稻經過十年以上驗證，目前只通過安全認證，但最終的商業銷售認證還未通過，並不准許市售，買賣者皆是非法。

### 谣言

#### 豬胃炎發病率上升
有研究显示由轉基因飼料餵養的豬的胃炎發病率遠高於傳統飼料餵養的豬。不过实验太多缺陷，包括发表的期刊并没有影响因子，实验统计方法错误等。

#### 先玉335事件
2010年9月21日，《国际先驱导报》报道称，“山西、吉林等地因种植‘先玉335’玉米导致老鼠减少、母猪流产等异常现象”。经农业部门专家现在勘察，山西和吉林并没有种植转基因玉米，而且“先335”也不是转基因品种。根据当地村民描述，当地老鼠数量较往年的确有所减少，这与吉林省榆树市和山西省晋中市多年禁用剧毒鼠药，致使老鼠天敌增加；农户粮仓多使用水泥地板，使老鼠不易打洞造成；而且2008年北京奥运会期间太原作为北京备用机场，曾经做过集中灭鼠措施有直接关系。关于母猪流产现象，也与当地实际情况不符。

#### 大学生精子数量
2010年2月2日，乌有之乡网站刊登文章称，“多年食用转基因玉米导致广西大学生男性精子活力下降，影响生育能力。”后来据核实，广西从来没有种植和销售转基因玉米。最终查证该文章有意篡改广西医科大学第一附属医院某博士关于《广西在校大学生性健康调查报告》的结论，与并不存在的食用转基因玉米挂钩。

#### 转基因玉米安全实验
de Vendomois等发表的论文稱转基因玉米品种对大鼠有肾脏和肝脏毒性，欧洲食品安全局转基因小组对其进行了评审，並重新分析研究数据的统计，發現论文中提供的数据不能支持作者关于肾脏和肝脏毒性的结论。

### 伦理问题

#### 黄金大米人体试验
2012年8月，《美国临床营养学杂志》发表黄金大米研究论文后，绿色和平组织与媒体对其中违规利用儿童实验产生關注，从而发现了实验中的违规行为。2013年9月，塔夫茨大学对此表示道歉。